# Диксон, Уильям Хепворт
Уильям Хепворт Диксон (англ. William Hepworth Dixon, 30 июня 1821, Манчестер — 26 декабря 1879) — английский путешественник, историк, прозаик, журналист, редактор, литературный критик.

## Биография
В юности готовился к коммерческой деятельности. В начале 1846 года решил заняться литературной карьерой. Некоторое время был редактором «Cheltenham Journal».
Написал для «The Daily News» ряд статей по социальным вопросам, между прочим, описание лондонских тюрем, вышедшее потом отдельным изданием: «The London prisons» (Лондон, 1850). Эти работы подтолкнули его к написанию биографии Говарда (Л., 1849), выдержавшую 5 переизданий. Затем последовала биография Пенна (1851) — книга, которой он обязан своей известностью и в которой Диксон исправил ошибочные сведения, сообщённые Маколеем о знаменитом квакере.
В 1850 года Диксон был назначен заместителем руководителя Всемирной выставки 1851 года в Лондоне. После длительного тура в Европе Диксон в январе 1853 года в течение нескольких лет был редактором журнала «The Athenaeum».
Позже Диксон работал в Париже, Риме и Венеции, собирая источники для истории английской республики. Эпизод из этой истории — жизнь адмирала Р. Блейка («Robert Blake, admiral and general of sea», Лондон, 1852) — обратил на себя общее внимание, также, как и биография Ф. Бэкона: «Personal history of Lord Bacon» (Лонд., 1861) — монография, в которой приводится много забытых и неизвестных фактов с целью оправдать основателя новой философии от возведённых на него обвинений; но это — произведение скорее талантливого адвоката, чем беспристрастного историка.
Ценный вклад в историю Англии составляют найденные Диксоном в архивах Kimbolton-Castle документы, которые были изданы герцогом Манчестерским в сочинении: «Court and society of England from Elizabeth to Anne» (Лонд., 1864).
В 1864 г. Диксон совершил путешествие по европейской Турции в Малую Азию, Египет и Палестину, результатом чего была книга «The holy Land» (Л., 1865; рус. перевод «Святая земля»).
В 1866 г. Диксон объездил Соединённые Штаты Америки, где внимательно изучал деятельность американских сект. Сведения о них, вместе с другими результатами путешествия, автор изложил в весьма распространённой книге: «New America» (Лонд., 1867, 8 изд., 1869, рус. пер. 1868 и 1869). Новые материалы по истории религиозных сект изложены Диксоном в книге «Spiritual wives» (Лонд., 1868, рус. пер. «Духовные жены»).

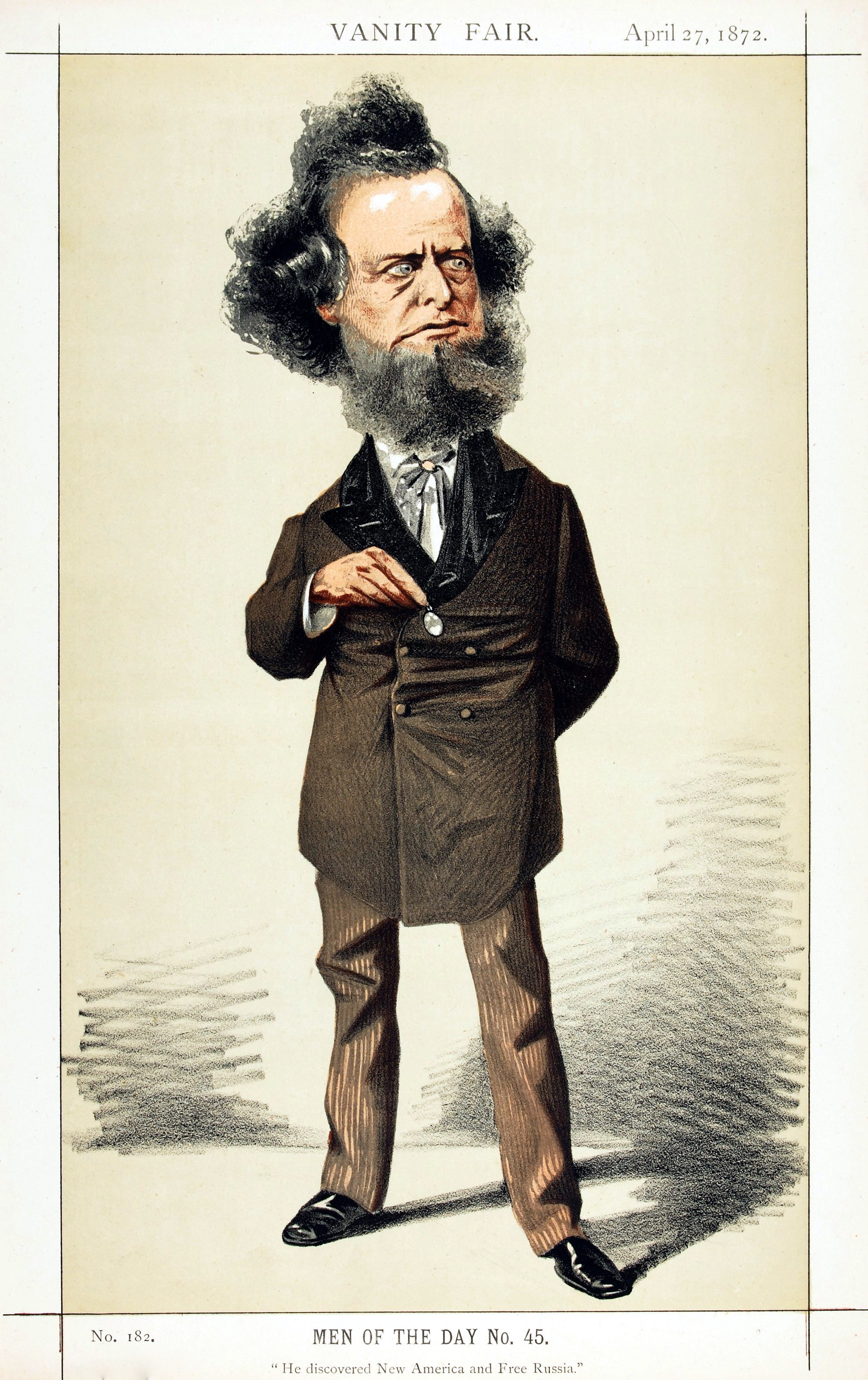
Карикатура на Диксона, апрель 1872

Следующая его историческая работа «Her Majesty’s Tower» (Л., 1869—71, рус. пер. «Государственные преступники Англии», СПб., 1871) — увлекательная, живая и картинно написанная история лондонского Тауэра с древнейших времен до настоящего.
Осенью 1867 года Диксон отправился в путешествие по прибалтийским провинциям Российской империи. Во второй половине 1869 года несколько месяцев путешествовал по России, изучая существующие в ней секты, и передал свои путевые впечатления в сочинении «Free Russia» (Лонд., 1870, по-русск. «Свободная Россия»).
В 1871 году, в основном, жил в Швейцарии и опубликовал работу об этой стране: «The Switzers» (Л., 1872). Вскоре после этого он был отправлен в Испанию с финансовой миссией совета иностранных держателей облигаций. В сентябре 1874 года Диксон путешествовал по Канаде и Соединённым Штатам; во второй половине 1875 года снова отправился в Италию и Германию. Путешествие, предпринятое им в Америку, привело его к этнологической работе: «White conquest» (Лонд., 1876), а захват Кипра вызвал другое произведение: «British Cyprus» (Лонд., 1879).
Последние исторические работы Диксона — результат архивных изысканий: «History of two queens, Catharine of Aragon and Anne Boleyn» (Лонд., 1873—74; на русск. языке «Две королевы», СПб., 1875) и «Royal Windsor» (1878—1879).
Диксону принадлежат также романы: «Diana, Lady Lyie» (Лон., 1877) и «Ruby Grey» (Лонд., 1878).